# Americká expedice Karákóram 1939
Americká expedice do pohoří Karákóram roku 1939 měla za cíl dobytí druhé nejvyšší hory světa K2 (8611 m). Ačkoliv výprava dosáhla tehdy rekordní výšky na této hoře, tragédie, která se odehrála při sestupu, úspěch zastínila a vedla ke kritice účastníků, především pak Fritze Wiessnera, který byl jejím vůdcem a zároveň i nejsilnějším lezcem.

## Expedice roku 1938

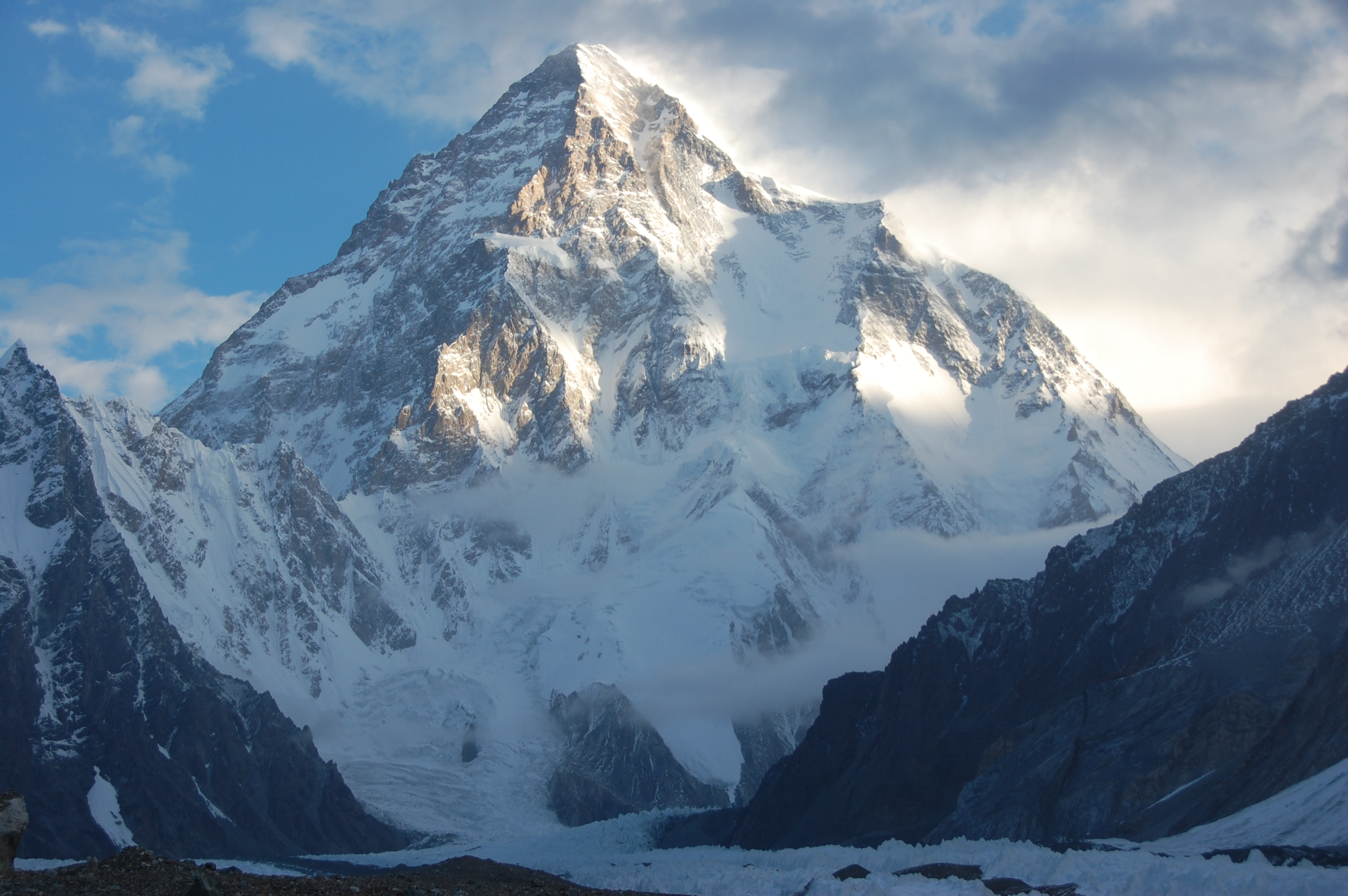
Jižní stěna K2. Abruzziho cesta se nachází úplně vpravo

Na roky 1938 a 1939 naplánoval Americký alpinistický klub dvě výpravy k hoře K2 (tehdy byl více zažitý název Mount Godwin-Austen) v pohoří Karákóram na území Britské Indie (dnes v Pákistánu). Cílem první výpravy byl především průzkum a hledání vhodných výstupových cest. Zkušený německý alpinista s americkým občanstvím Fritz Wiessner vedení první expedice odmítl s odůvodněním, že Charlie Houston je se svými zkušenostmi z výstupu na Nandá Déví lepším kandidátem. Jak později přiznal, měl tehdy jiné závazky a zúčastnit se nemohl. Vedoucím expedice se tedy stal až v roce 1939. Houstonova výprava měla povolení pro výstup na vrchol, pokud to podmínky dovolí, ale jejím primárním cílem byl průzkum Abruzziho žebra, které je dnes považováno za nejběžnější výstupovou cestu. Velkého úspěchu dosáhl Bill House překonáním dlouhé spáry, která po něm dostala jméno Housův komín. Paul Petzold dosáhl výšky 7925 m, Zde bylo vhodné místo pro založení vrcholového tábora. Nedostatek času, blížící se bouře a absence vhodné výbavy vedly k rozhodnutí výstup ukončit. O definitivní dobytí vrcholu se tak měla pokusit Wiessnerova výprava o rok později, a to stejnou výstupovou cestou.

## Příprava expedice
Účastníky expedice vybíral sám Wiessner, několik zkušených adeptů však z různých důvodů odřeklo, proto musel přistoupit k mnoha kompromisům. Z plánovaného počtu deseti horolezců se výprava ztenčila na pouhých šest. Dozvuky Velké hospodářské krize znamenaly nedostatek sponzorů, proto se musel také zaměřit na finanční možnosti jednotlivých účastníků. Do výpravy se tak dostal i bohatý dědic Dudley Wolfe, který měl minimum zkušeností s horolezectvím na tak vysoké úrovni. Dalšími lezci byli studenti univerzity v Dartmouthu Chapell Cramner, George Sheldon a Jack Durrance. Zástupcem Wiesnera byl jmenován Eaton Cromwell. O transport zásob se staral George Trench a šerpům velel zkušený Pasang Kikuli, který se účastnil už expedice v roce 1938. Dále bylo ve výpravě 7 šerpů (Lama, Dawa, Tendrup, Kitar, Tsering, Phinsoo a Sonam), kuchař a tlumočník. První problémy nastaly už během cesty do základního tábora. Ve výbavě chyběly sluneční brýle pro nosiče. Několik se sice podařilo vyrobit z kartonu, tři nosiče však postihla sněžná slepota a museli být posláni zpět do výchozího bodu pochodu, vesnice Askole. Jejich náklad si tak museli rozdělit Cramner, Sheldon, Durrance a Trench. Tato nečekaná zátěž notně ubrala z jejich sil. Durrancovi navíc do základního tábora nedorazily lezecké boty, a tak se zpočátku nemohl podílet na budování výškových táborů.

## Výstup

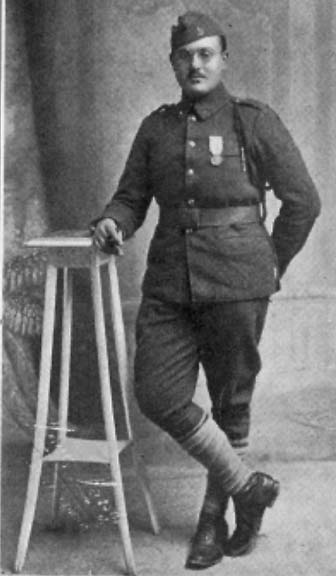
Dudley Wolfe v roce 1917

Za hlavního adepta na dobytí vrcholu byl považován sám Fritz Wiessner. Dudley Wolfe se naopak stal outsiderem kvůli svému amatérskému stylu lezení. Wiessner ho však intenzivně podporoval, jelikož byl důležitým sponzorem výpravy. Brzy po začátku výstupu nastaly nečekané problémy. Cramner vykašlával zelenou pěnu a opakovaně upadal do bezvědomí, Sheldonovi omrzly prsty na nohou, Durrance měl závažné problémy s dýcháním a Cromwell se, podle dohody, neměl účastnit výstupů do vyšších partií hory. Z původních 6 horolezců tak pro útok na vrchol zbyli pouze Wiessner a nezkušený Wolfe. Výpravě se postupně podařilo založit 8 výškových táborů. Zásadním problémem se ukázalo zajištění zásobování do vyšších partií hory. Wiessner se celou dobu pohyboval v čele, zatímco Cromwell naopak zůstával v základním táboře. K dispozici nebyly tehdy ani vysílačky a veškerá kontrola pohybu na úbočí hory probíhala pomocí dalekohledu a ručně psaných vzkazů. Tábory ve vyšších partiích hory zůstávaly téměř bez dozoru a nezásobené. Wolfe, Wiesner a Pasang Lama se dostali až k široké trhlině, jejíž překonání je značně vyčerpalo. Wolfe se proto raději oddělil a vrátil se do 8. tábora, kde si chtěl do dalšího dne odpočinout. Zbylá dvojice založila 9. tábor, ze kterého se 17. července pokusili o první útok na vrchol. Místo později upřednostňované cesty tzv. Butylkou, se Wiessner rozhodl pro výstup po skalnaté stěně, aby se vyhnul převislému séraku, který byl kvůli vysokým teplotám nestabilní. Tato cesta jim však zabrala příliš mnoho času a tak se ocitli pod vrcholovou partií ve výšce 8 382 m pozdě večer. Wiessner se chtěl pokusit o noční výstup s návratem za světla. Lama v noci lézt nechtěl z náboženských důvodů a odmítl Wiessnerovi odmotat více lana.
Po dlouhé diskuzi začali oba sestupovat. Z Lamova batohu se cestou uvolnily mačky, které byly pro dosažení vrcholu naprosto nezbytné. 21. července se pokusili o výstup po klasické cestě Butylkou. Bez maček se však museli na zledovatělém povrchu brzy otočit. Wiessner se rozhodl sestoupit do 8. tábora, vyměnit Lamu za jiného šerpu, získat náhradní mačky, a potom se pokusit o další vrcholový útok. Spací pytel si proto nechal v nejvýše položeném táboře a sestupoval jen nalehko. V 8. výškovém táboře se setkali s Wolfem, který si stěžoval na nedostatek zásob. Neměl ani sirky k zapálení vařiče a pil zkondenzovanou vodu ze záhybů stanu. Wiessner Wolfa přesvědčil k sestupu. Během slézání do 7. tábora udělal Wolfe lezeckou chybu, po které se trojice zřítila ze srázu a přišla o druhý ze tří spacích pytlů. Lama utrpěl zranění žeber a otřesený Wolfe odmítl dále lézt. 7. tábor našli částečně vyklizený, a proto Wiessner s Lamou nechali Wolfovi poslední spací pytel a pokračovali dolů, postupně však nacházeli pouze další prázdné tábory. Bylo zřejmé, že zbytek výpravy stany o několik dní dříve vyklidil a zásoby snesl do základního tábora, kde je měla ve smluvený den vyzvednout skupina nosičů.
Oba horolezci museli k zakrytí používat jeden ze stanů, který však nehřál a jen se štěstím se vyvarovali vážnějších omrzlin. Nakonec dosáhli základního tábora, kde se Wiessner dostal do potyčky s Cromwellem, kterého obvinil z pokusu o vraždu. Ten mu vysvětlil, že o několik dní dříve zpozorovali velkou lavinu, po které se je pokoušeli šerpové neúspěšně kontaktovat. Tendrup nakonec nepravdivě oznámil ostatním, že je tato lavina zabila a je načase horu opustit. Výprava byla proto předčasně ukončena a stany vyklizeny.

## Záchranné akce
Wiessner, podle zápisku v expedičním deníku, stále počítal s dalším vrcholovým pokusem, brzy si však uvědomil, že na další lezení nemá dost sil, proto přikázal dostat Wolfa dolů a sám se začal zotavovat. Jako první se o to pokusil 25. července Durrance se skupinou šerpů. Postupně se dostali až do 4. tábora. Zde se skupina rozdělila. Dál dokázali pokračovat pouze Pasang Kitar a Phinsoo, ostatní sestoupili. Dvojice šerpů dosáhla v sněhové bouři 6. tábora, ale museli se okamžitě vrátit. V rekordně krátkém čase se k nim připojili také Pasang Kikuli a Tsering Norbu. Společně pak 29. července vystoupali až do tábora č. 7. Zde objevili ve stanu apatického Woolfa obklopeného fekáliemi, kterými bylo kontaminováno i jeho jídlo. Na fotografie z domova, které mu donesli, nereagoval a požádal je, aby přišli příští den, kdy bude připravený sestoupit. Šerpové se tedy vrátili o tábor níže a po Norbuovi poslali zprávu o Wolfově stavu. Druhý den však panovalo mimořádně zlé počasí a tak další výstup odložili na 31. července, kdy se vypravili zpět za Wolfem.
Jak ubíhaly dny, začaly v týmu narůstat obavy, že došlo k nějaké tragédii. V dalekohledu nebyl vidět žádný pohyb v okolí 7. tábora. Wiessner chtěl zorganizovat další záchranou akci, ale poté, co vrchol zahalily husté mraky a Norbu mu vysvětlil kde a v jakém stavu Wolfa před několika dny našli, ztratil veškerou naději a výpravu ukončil. Dudley Wolfe, Pasang Kitar, Pasang Kikuli a Phinsoo byli prohlášeni za mrtvé.

## Spory účastníků expedice

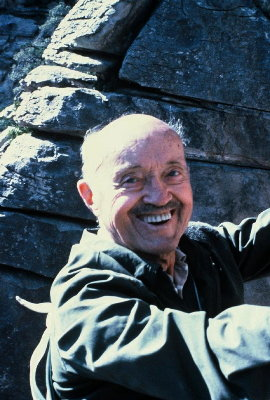
Fritz Wiessner v roce 1986

Chapell Cramner a George Sheldon se od výpravy oddělili ještě před touto tragickou událostí a vypravili se po řece Šigar do města Skardu a odtud dále do údolí Gurez, odkud odeslali několik telegramů, které byly laděny spíše optimisticky. V srpnu se tito dva setkali s Cromwellem a Trenchem, kteří jim sdělili, že Wiessner zabil Wolfa a tři šerpy, a také napsali dopisy vedení Amerického alpinistického klubu. V nich informovali o neúspěchu výpravy a ztrátě čtyř lidských životů, za které byl, podle jejich mínění, zodpovědný výhradně Wiessner. Cromwell mimo jiné tvrdil, že Wiessner nutil Wolfa a Lamu k útoku na vrchol poté, co se zranili při těžkém pádu. Později tato tvrzení odvolal. Dopisy byly uloženy neznámo kam, ale jejich obsah byl zohledněn při psaní finální zprávy ministra zahraničí o této expedici. Trenchův dopis byl označen za velmi vágní, Cromwellův pak za značně přibarvený, ale obsahující střípky pravdy.
Wiessner se po návratu do Spojených států snažil očistit. V nešťastně formulovaném rozhovoru pro New York Times zmínil, že ve velehorách, stejně jako ve válce, jsou oběti nevyhnutelné. Toto vyjádření mu v době tehdy začínající druhé světové války přineslo pouze další antipatie veřejnosti. Navíc byl sám německého původu, měl silný přízvuk a byl někdy neprávem obviňován ze špionáže pro Nacistické Německo. Cromwell a Wiessner pokračovali ve vzájemném osočování. Oba také rezignovali na členství v alpském spolku. Většina účastníků expedice se postavila proti Wiessnerovi. Také Passang Lama, který se později zapsal do dějin prvovýstupem na Čo Oju a účastí při prvovýstupu na Lhoce, se v jednom rozhovoru vrátil k Wiessnerovu pokusu o noční útok na vrchol, a označil ho za šílence, který je mohl oba zabít. Jediný, kdo se zdržel kritiky, byl Jack Durrance. Proti němu se však Wiessner záhy obrátil a začal ho veřejně obviňovat. Vedl ho k tomu lístek s instrukcemi vyklidit tábory, který měl nalézt mezi Durrancovými věcmi. Durrance se až do Wiessnerovy smrti v roce 1988 nijak nevyjadřoval, v roce 1989 však předložil svůj expediční deník, ze kterého je zřejmé, že lístek sice měl u sebe, napsal ho však Cromwell. Tento deník byl označen za autentický.

## Důvody selhání
Už původní zpráva o výpravě uváděla jako hlavní problém její personální složení.
- Fritz Wiessner byl jediným z Američanů se zkušenostmi z osmitisícové hory. Účastnil se neúspěšné německé expedice na Nanga Parbat v roce 1932
- Působení George Trenche jako velitele zásobování bylo označeno za celkově neuspokojivé. Trench nemluvil místním jazykem, nezajistil zásobování několika výškových táborů a výpravu nakonec předčasně opustil.

- Eaton Cromwell jako zástupce Wiessnera uděloval naprosté minimum rozkazů. Ačkoliv byl vybrán především jako horolezec, lézt odmítal, protože věřil, že K2 je nad jejich síly.

- Lékařem výpravy se stal Jack Durrance, ačkoliv měl studium medicíny teprve před sebou. Většinu zdravotních problémů řešil léky proti bolesti. Byl také osloven na poslední chvíli a neměl proto čas na přípravu.

- Dudley Wolfe sice dobře snášel velkou nadmořskou výšku, chyběly mu však zkušenosti, což se projevilo především při sestupu, který je technicky náročnější. Wiessner mu však nechtěl odporovat, protože Wolfe výpravu finančně dotoval.[5]

## Navazující expedice
Účastníci výstupu z roku 1938 Charlie Houston a Robert Bates začali ve 40. letech s přípravami na třetí americkou expedici na K2, ovšem propuknutí První války v Kašmíru a z ní vyplývající politická nestabilita regionu je přiměly výpravu odložit až na rok 1953. Výstup opět probíhal klasickou Abruzziho cestou. Horolezci doufali, že objeví nějaké zbytky Wiessnerovy výpravy a zjistí, co se stalo s Wolfem a třemi šerpy. 2. a 6. tábor byly nalezeny v relativním pořádku, nejdůležitější 7. tábor se však nalézt nepodařilo. Následně Art Gilkey onemocněl trombózou, proto byl výstup přerušen a začala jeho evakuace, při které zmizel. Jeho jméno dnes nese kamenný památník obětem této hory.
Výstup výpravy z roku 1939 dokončila v roce 1978 další americká výprava. Její členové Louis Reichardt a John Roskelley dosáhli jako první vrcholu K2 bez použití přídavného kyslíku. V případě Reicharta je to však sporné, jelikož kyslíkovou lahev měl, ale údajně nefungovala.
V roce 2002 objevili na K2 členové španělské výpravy kosterní pozůstatky a zbytky historického tábora. Mezi nalezenými věcmi byla i rukavice se jménem Wolfe.

## Význam expedice
Dosažená výška 8382 m byla v té době na této hoře rekordem. Nebylo pochyb, že kdyby se při svém prvním pokusu rozhodl Wiessner raději pro přímější, ač nebezpečnější, výstup Butylkou, byli by s Passangem Lamou schopni dosáhnout vrcholu. O 11 let by tak předběhli francouzskou expedici na Annapurnu z roku 1950, která jako první dobyla vrchol jedné z "osmitisícovek" a o 15 let italskou expedici, která v roce 1954 konečně dosáhla vrcholu K2. Výkon by byl o to cennější, že Wiessner, coby horolezecký purista, odmítal používat přídavný kyslík. Úspěch výpravy však zastínila tragédie, která představovala nejen první úmrtí při zdolávání hory K2, jelikož při třech předchozích pokusech z let 1902, 1909 a 1938 nikdo nezemřel, ale smrt Dudleyho Wolfa byla vůbec prvním úmrtím amerického horolezce na zahraniční expedici.